# Vin de réalgar
 (juin 2022).
La mise en forme du texte ne suit pas les recommandations de Wikipédia : il faut le « wikifier ».
Les points d'amélioration suivants sont les cas les plus fréquents. Le détail des points à revoir est peut-être précisé sur la page de discussion.
- Les titres sont pré-formatés par le logiciel. Ils ne sont ni en capitales, ni en gras.
- Le texte ne doit pas être écrit en capitales (les noms de famille non plus), ni en gras, ni en italique, ni en « petit »…
- Le gras n'est utilisé que pour surligner le titre de l'article dans l'introduction, une seule fois.
- L'italique est rarement utilisé : mots en langue étrangère, titres d'œuvres, noms de bateaux, etc.
- Les citations ne sont pas en italique mais en corps de texte normal. Elles sont entourées par des guillemets français : « et ».
- Les listes à puces sont à éviter, des paragraphes rédigés étant largement préférés. Les tableaux sont à réserver à la présentation de données structurées (résultats, etc.).
- Les appels de note de bas de page (petits chiffres en exposant, introduits par l'outil «  Source ») sont à placer entre la fin de phrase et le point final[comme ça].
- Les liens internes (vers d'autres articles de Wikipédia) sont à choisir avec parcimonie. Créez des liens vers des articles approfondissant le sujet. Les termes génériques sans rapport avec le sujet sont à éviter, ainsi que les répétitions de liens vers un même terme.
- Les liens externes sont à placer uniquement dans une section « Liens externes », à la fin de l'article. Ces liens sont à choisir avec parcimonie suivant les règles définies. Si un lien sert de source à l'article, son insertion dans le texte est à faire par les notes de bas de page.
- La présentation des références doit suivre les conventions bibliographiques. Il est recommandé d'utiliser les modèles {{Ouvrage}}, {{Chapitre}}, {{Article}}, {{Lien web}} et/ou {{Bibliographie}}. Le mode d'édition visuel peut mettre en forme automatiquement les références.
- Insérer une infobox (cadre d'informations à droite) n'est pas obligatoire pour parachever la mise en page.

Pour une aide détaillée, merci de consulter Aide:Wikification.
Si vous pensez que ces points ont été résolus, vous pouvez retirer ce bandeau et améliorer la mise en forme d'un autre article.
 (juin 2022).
Le vin de réalgar ou vin Xionghuang (chinois :雄黃酒, Xiónghuáng Jiǔ) est un alcool chinois composé de huangjiu (littéralement « vin jaune ») mélangé avec de la réalgar, un minéral de sulfure d'arsenic jaune-orange (As4S4). Il est traditionnellement consommé dans le cadre de la Fête des bateaux-dragons au plus fort de l'été.

## Tradition
Traditionnellement des produits à base de réalgar étaient utilisés autour de la maison comme répulsif contre les serpents et les insectes. La médecine traditionnelle chinoise considère le réalgar comme un antidote universel contre le poison et préconise donc son utilisation pour la protection contre les maladies, les serpents et les mauvais esprits. La Fête des bateaux-dragons coïncide avec ce que l'astronomie chinoise considère comme le pic de l'été et de la force yang. Il est conseillé aux adultes de consommer du huangjiu (l'alcool étant considéré comme yin) mélangé avec de la poudre de réalgar ; et aux enfants trop jeunes pour consommer de l'alcool il est conseillé porter une amulette contenant du réalgar ou d'avoir le caractère 王("roi") dessiné sur le front ou la poitrine avec le fond de bouteille de la préparation du vin de réalgar.
Ces pratiques ont par la suite été liées aux festivités honorant le poète et homme d'État Qu Yuan (340-278 av. J.-C.), qui s'est suicidé en se jetant dans une rivière. Selon la légende, les habitants se sont précipités dans des bateaux pour le sauver ou retrouver son corps. Un médecin parmi eux aurait versé du réalgar dans la rivière pour empêcher son corps d'être mangé par les poissons, attirant un dragon aquatique que les bateliers auraient rapidement tué.

## Préparation
Le vin de réalgar peut être acheté, mais il est souvent préparé à partir de vin jaune fait maison et de poudre minérale de réalgar acheté dans les pharmacies, marchés ou vendeurs ambulants. Typiquement la recette consiste à ajouter 50 à 100 grammes de poudre de réalgar à un litre de vin et à laisser reposer à température ambiante pendant quelques heures,.

## Risques pour la santé
Pratiquée pendant de nombreux siècles, la consommation de vin de réalgar et son application sur des enfants ont fait l'objet d'un examen minutieux à l'époque moderne. Le réalgar pur en lui-même a une faible toxicité lorsqu'il est ingéré car sa faible solubilité l'empêche d'être absorbé par l'appareil digestif, mais les minéraux utilisés dans le vin de réalgar peuvent contenir des quantités substantielles d'autres composés d'arsenic inorganiques, tels que l'arséniate et l'arsénite, qui peuvent être absorbés par le corps. L'arsenic est un poison puissant et cause des cancers de la vessie, de la peau, du foie et du poumon. Il y a eu un certain nombre d'empoisonnements associés à l'ingestion de réalgar.
Des échantillons de vin de réalgar contiennent de 70 à 400 mg d'arsenic dissous par litre  (contre moins de 0,003 mg/l dans le vin lui-même), principalement sous forme d'arsénite et d'arséniate : plus de mille fois la concentration maximale d'arsenic légalement autorisée dans les alcools commerciaux. La concentration d'arsenic dissous diminue à mesure que la teneur en éthanol augmente. Lors d'une expérience, la consommation de 200 ml de vin de réalgar contenant 70 mg de composés d'arsenic par litre a entraîné une augmentation substantielle des niveaux d'arsenic dans l'urine, à 200 μg/l. Des niveaux de plus de 80 μg/l ont été observés dans l'urine d'enfants dont le visage avait été peint avec du vin de réalgar, indiquant une absorption par la peau.